# رزگه (کوهرنگ)
رزگه (کوهرنگ)، روستایی از توابع بخش دو اب صمصامی شهرستان کوهرنگ در استان چهارمحال و بختیاری ایران است.

## جمعیت
این روستا در کوهرنگ قرار دارد و براساس سرشماری مرکز آمار ایران در سال ۱۳۸۵، جمعیت آن ۶۴ نفر (۱۳خانوار) بوده‌است.